# Pink UP
『Pink UP』（ピンクアップ）は、韓国の女性アイドルグループApinkの6枚目のミニ・アルバムである。

## 収録曲
1. FIVE - 3:12
2. 콕콕 (Kok Kok) - 3:29
3. Eyes - 3:56
4. 良い！ (좋아요!) - 3:04
5. Evergreen - 3:36
6. Always - 3:01
7. FIVE (Inst.) - 3:12